# Centre de recherche Moorland-Spingarn
Pour les articles homonymes, voir Moorland.

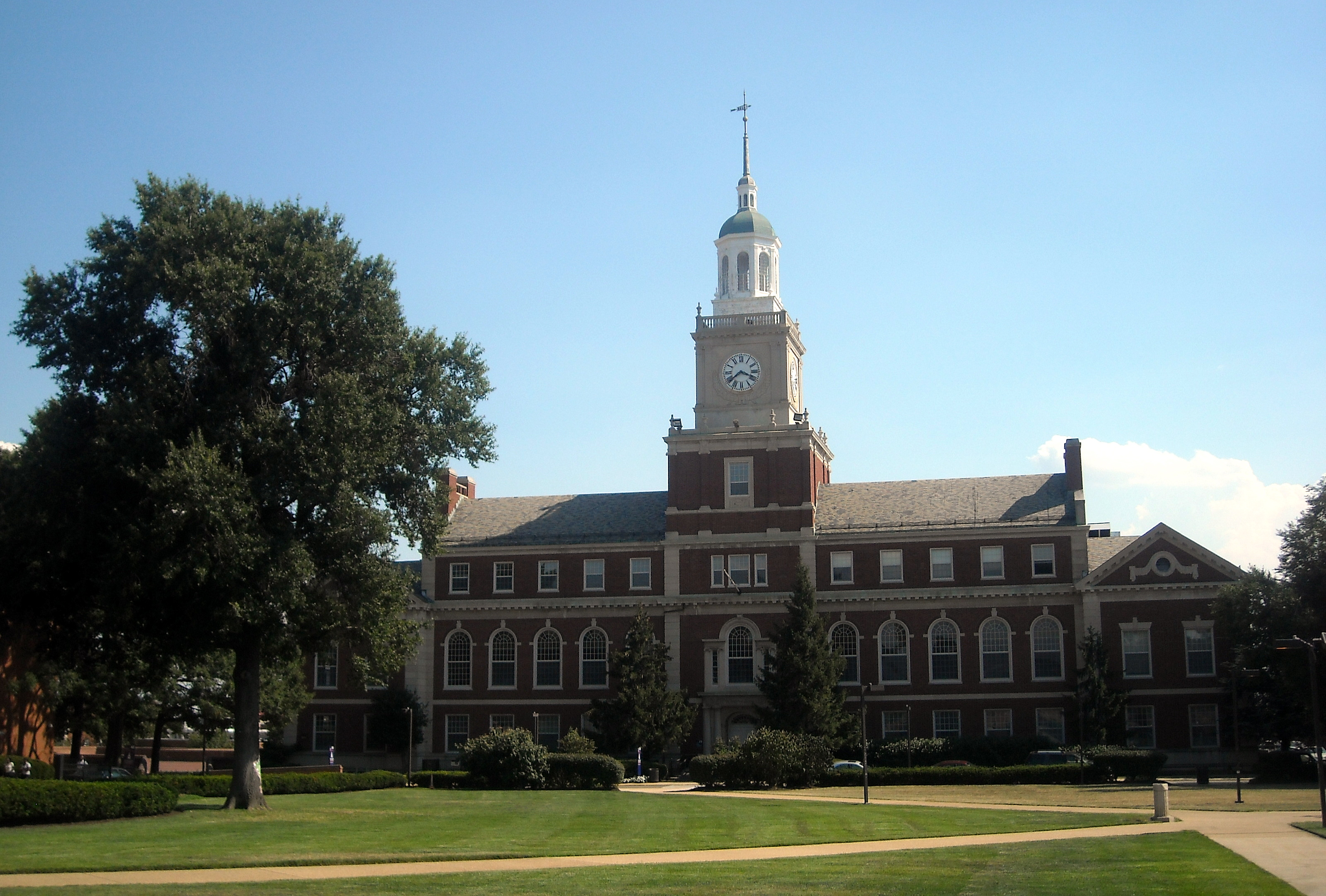
Le Centre de recherche Moorland-Spingarn est localisé dans la bibliothèque de l'université Howard (2008).

Le Centre de recherche Moorland-Spingarn (MSRC) est connu comme l'un des plus grands et des plus complets centres d'archives du monde pour la documentation de l'histoire et de la culture des personnes originaires d'Afrique qu'elles soient Américaines ou d'une autre partie du monde. C'est l'un des outils majeurs pour la recherche de l'université Howard, et en tant que tel il collecte, préserve et rend disponible pour la recherche une large étendue de ressources chronologiques témoignant de l'expérience des Noirs.